# 郷原インターチェンジ
郷原インターチェンジ（ごうはらインターチェンジ）は、広島県呉市にある東広島呉自動車道のインターチェンジである。

## 歴史
- 2012年（平成24年）4月1日：黒瀬IC - 阿賀IC間開通に伴い供用開始[1]。

## 周辺
- ミスタータイヤマン 郷原店
- トーヨータイヤジャパン 西中国販売カンパニー 呉営業所
- 郷原工業団地
  - 中国木材 郷原工場
  - 中国木材 郷原プレカット工場
  - ミツトヨ 広島事業所 郷原素形材工場
- 桑畑工業団地
- 長谷地区工業団地
- 呉市総合スポーツセンター
- 郷原カントリークラブ

## 接続する道路
- 直接接続
  - 広島県道66号呉環状線

## 料金所
国土交通省が管轄する無料区間の為、料金所は設置されていない。

## 隣
E75 東広島呉自動車道
(5)黒瀬IC - (6)郷原IC - (7)阿賀IC